# بوجستووو
بوجستووو (به لهستانی:  Budzistowo) یک روستا در لهستان است که در گمینا کوووبژگ واقع شده‌است. بوجستووو ۷۷۹ نفر جمعیت دارد.